# Brazzers
Brazzers és una productora de llocs web per a adults dels Estats Units d'Amèrica. La marca va començar a principis de 2004. Les seves escenes i fotografies tenen com a principals escenaris les ciutats de Las Vegas (Nevada), Los Angeles (Califòrnia) i Miami (Florida).
És el 309è lloc web més visitat diàriament, i el seu lema és The world's best porn site, El millor lloc porno del món.
Va aparèixer en un episodi del programa True Life de MTV, mostrant a l'estrella del porno Jayden James saludant durant una reunió d'aficionats en el stand de Brazzers.
Brazzers compta amb el sistema d'etiquetatge ICRA, la qual és part de la Family Online Safety Institute. Regula l'accés del seu lloc per evitar que els nens tinguin accés al seu contingut per a adults mitjançant una barra de control.
Va ser criticada per la seva associació amb Pornhub per part de la indústria.
En resposta a això, el 2009 va iniciar una lluita contra la pirateria a la xarxa internet.

## Premis
- 2009 Premi AVN - Millor Lloc web d'Adults[7]
- 2009 Premi AVN - Millor Producció de Video de Nova Empresa
- 2009 Premi AVN - Millor Llançament d'actriu amb Gran Bust
- 2009 Premi XBIZ - Programa d'Afiliació de l'Any
- 2010 Premi AVN - Millor sèrie de grans sins, Big Tits at School[8]
- 2011 Premi AVN - Millor filiació en una cadena de llocs d'Internet[9]
- 2011 Premi AVN - Millor sèrie de grans sins, Big Tits at School
- 2011 Premi AVN - Millor llançament d'escena, Pornstar Punishment